# Iron County (Missouri)
Iron County is een county in de Amerikaanse staat Missouri.
De county heeft een landoppervlakte van 1.428 km² en telt 10.697 inwoners (volkstelling 2000). De hoofdplaats is Ironton.